# Aérodrome de Belfort Chaux
L’aérodrome de Belfort Chaux (code OACI : LFGG) est un aérodrome ouvert à la circulation aérienne publique (CAP), situé sur les communes de Sermamagny et de Chaux à 7 km au nord de Belfort dans le Territoire de Belfort (région Bourgogne-Franche-Comté, France).
Il est utilisé pour la pratique d’activités de loisirs et de tourisme (aviation légère, montgolfière et aéromodélisme).

## Histoire
L'aérodrome a été créé pendant la Première Guerre mondiale.
Il a accueilli 21 escadres successivement ou parfois simultanément. L'une d'entre elles, l'escadrille MS 49, comptera parmi ses pilotes Adolphe Pégoud, qui s'est illustré avant le début du conflit par l'exécution de la première "boucle" (figure de voltige aérienne connue sous le nom de looping). C'est à proximité de cet aérodrome qu'il perdra la vie au cours d'un combat aérien. En effet, le 31 août 1915, il reçut une balle ennemie en plein cœur alors qu'il survolait Petit-Croix (Territoire de Belfort).
Belfort est devenu un centre aéronautique militaire le 22 août 1912. À cette époque, les avions décollaient depuis le Champ de Mars situé à proximité de l'étang des Forges.
Le 8 février 1916, ils furent déplacés à Fontaine-les-Luxeuil, pour échapper aux obus allemands. Si les appareils étaient en sécurité, la ville de Belfort se retrouvait à la merci des bombardiers ennemis.
Les militaires décidèrent donc de créer un terrain à Chaux. Ce dernier s'étendait sur 175 hectares et fut opérationnel dès 1917. Il accueillit plusieurs escadrilles dont la SPAD 315 jusqu'à la fin de la guerre.
En 1920, 122 hectares furent rendus à la culture. Les 53 hectares restant servent encore aujourd'hui à l'aviation civile.

## 2eplateforme du territoire de Belfort
Il a existé deux aérodromes sur le territoire de Belfort.
La première était l'aéroport de Belfort-Fontaine, un ancien champ d’aviation militaire ouvert en 1936 et ensuite en 1947 une ancienne base de l'OTAN que la Chambre de Commerce et d'Industrie de Belfort a exploité de 1971 à 1986 en y installant des lignes commerciales vers Paris notamment avec les compagnies aérienne Air Alsace, TAT ou Air Inter, mais la proximité avec l'aéroport international de Bâle-Mulhouse et sa concurrence directe a eu raison d'elle. 
La CCI de Belfort quittais la plateforme à la fin de l'année 1981. L'aéroport est dorénavant une zone d'activité industrielle dénommée "Aéroparc" fermée à la circulation aérienne.

Vues aériennes de l'aéroport de Belfort - Fontaine de 1951 à 2013
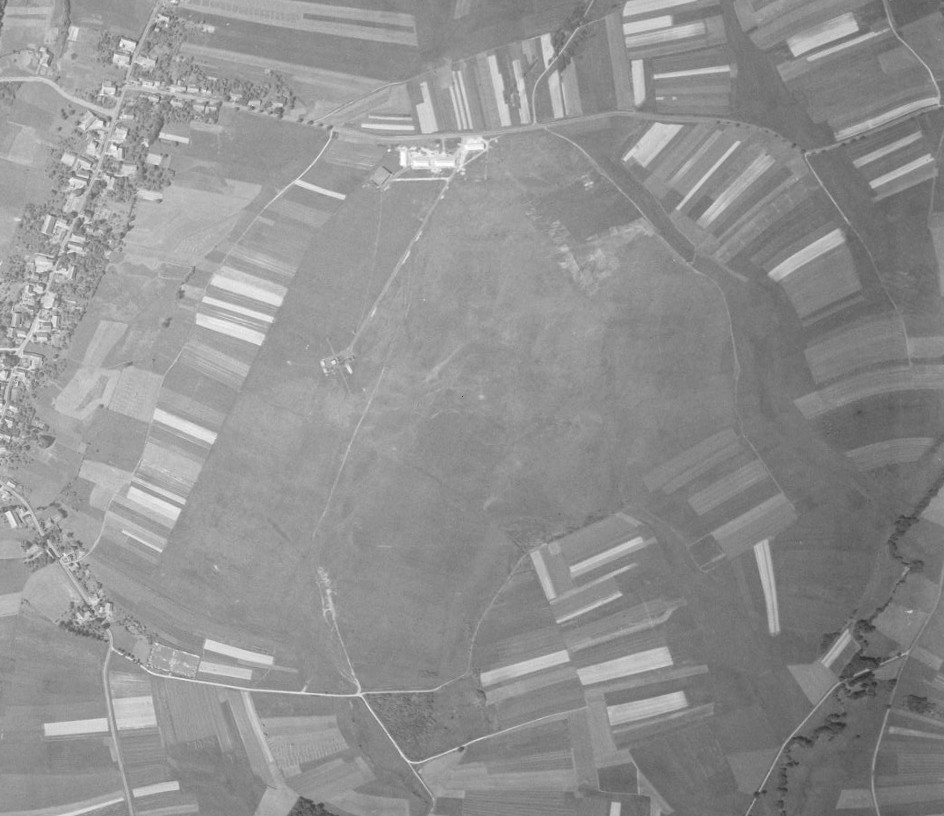
Aérodrome miltaire de Belfort - Fontaine en 1951.
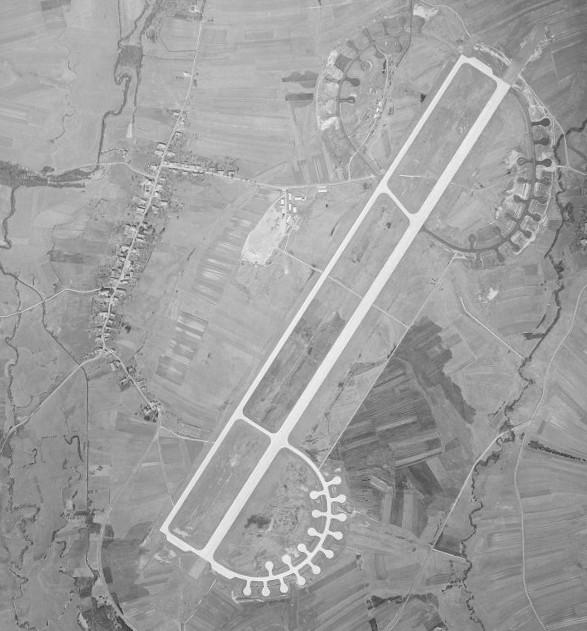
Base de l'OTAN  de Belfort en 1956.
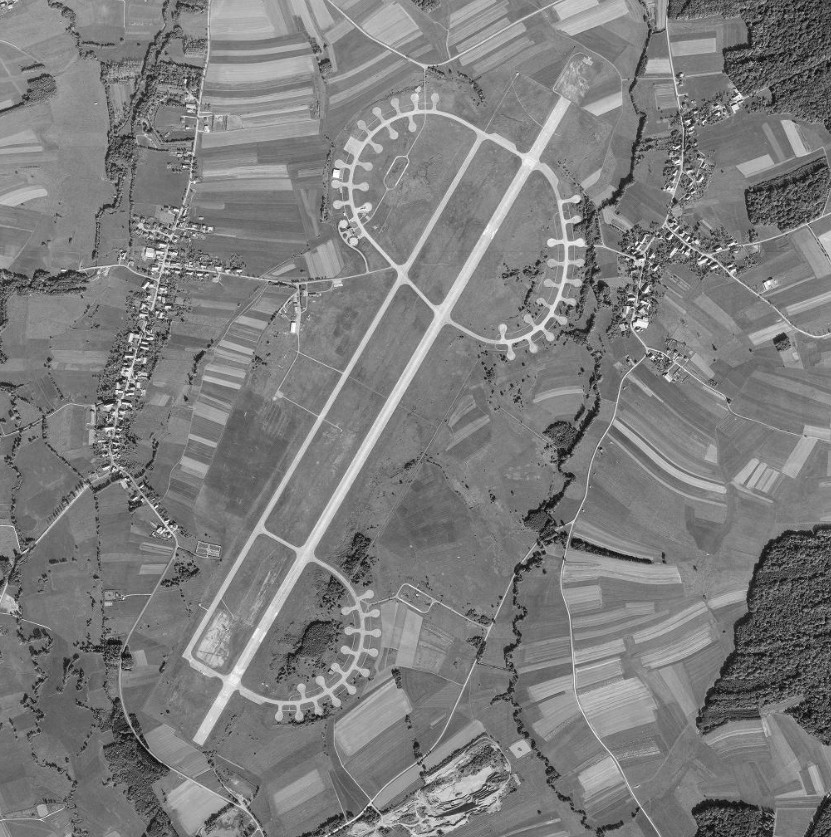
Aéroport de Belfort - Fontaine en 1976.
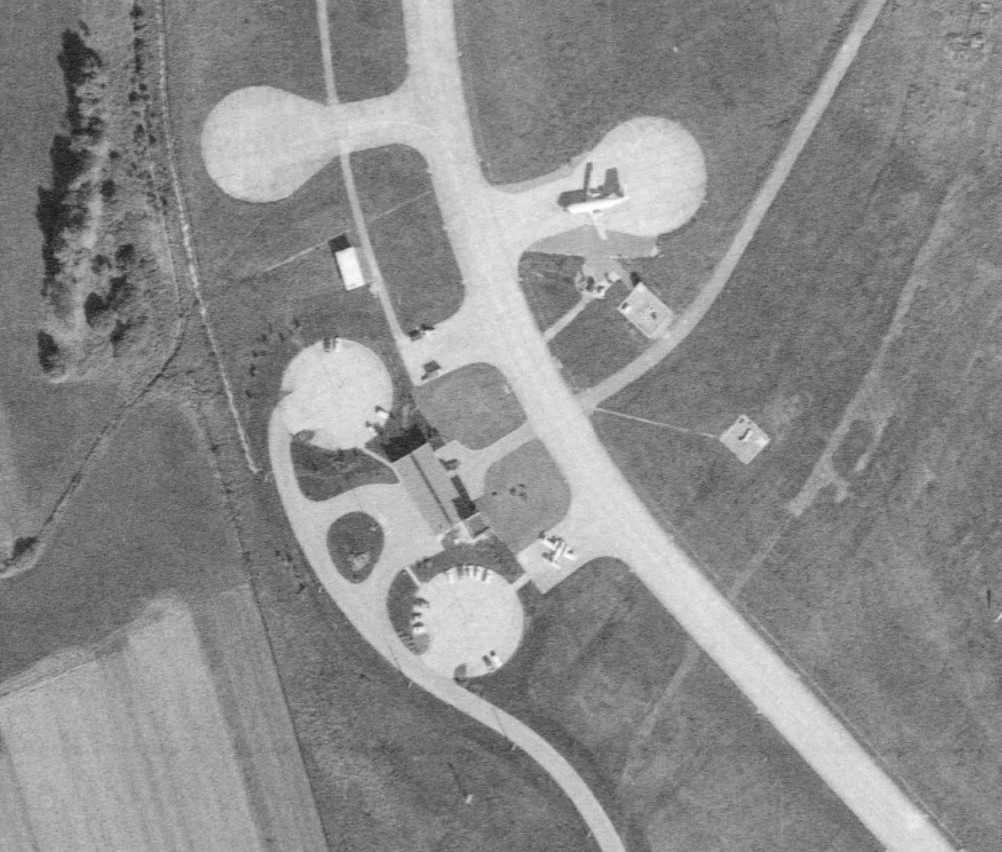
Aérogare de Belfort - Fontaine en 1976.
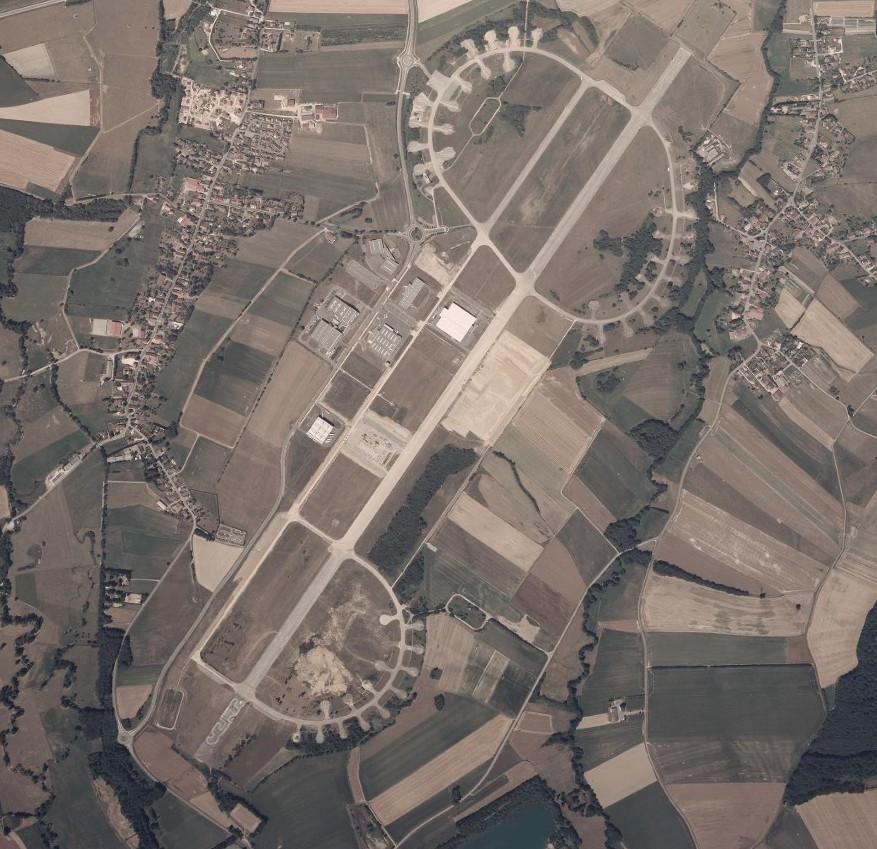
L'Ancien aéroport de Belfort - Fontaine en 2003.
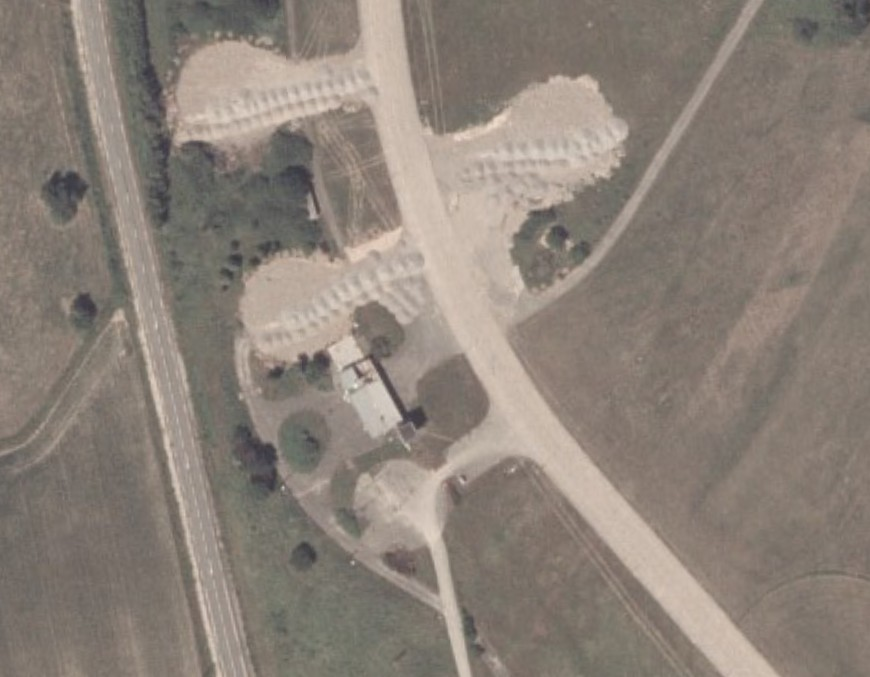
L'ancienne aérogare de Belfort - Fontaine en 2003

La seconde plateforme, beaucoup plus petite, est celle de Belfort-Chaux, créée comme champ d'aviation militaire pour se protéger des obus allemands, maintenant la seule restante sur le territoire de Belfort, siège de l'aéroclub de Belfort.

## Installations
L’aérodrome dispose de deux pistes en herbe orientée sud-nord :
- une piste 18R/36L longue de 900 mètres et large de 50 ;
- une piste 18L/36R longue de 920 mètres et large de 80, accolée à la première et réservée aux planeurs.

L’aérodrome n’est pas contrôlé. Les communications s’effectuent en auto-information sur la fréquence de 119,515 MHz.
S’y ajoutent :
- une aire de stationnement ;
- des hangars ;
- une station d’avitaillement en carburant (100LL).
- un restaurant[3].

## Activités
- Vol moteur : Association Belfortaine de Vol Moteur (ABVM)
- Vol à voile : Association Belfortaine de Vol à Voile (ABVV)
- ULM : Tube et Toile 90
- Modélisme : Modèle Air club Belfort
- Montgolfières : Ballooning Adventures